# Vacqueville
Vacqueville é uma comuna francesa na região administrativa de Grande Leste, no departamento de Meurthe-et-Moselle. Estende-se por uma área de 9,96 km². Em 2010 a comuna tinha 249 habitantes (densidade: 25 hab./km²).